# Yukichi Fukuzawa
Yukichi Fukuzawa (福澤 諭吉 Fukuzawa Yukichi?,  Osaka, Japón, 10 de enero de 1835-Tokio, Japón, 3 de febrero de 1901) fue un escritor, filósofo político y profesor japonés, cuyas ideas sobre el gobierno y las instituciones sociales fueron de gran influencia en Japón durante la era Meiji.

## Biografía

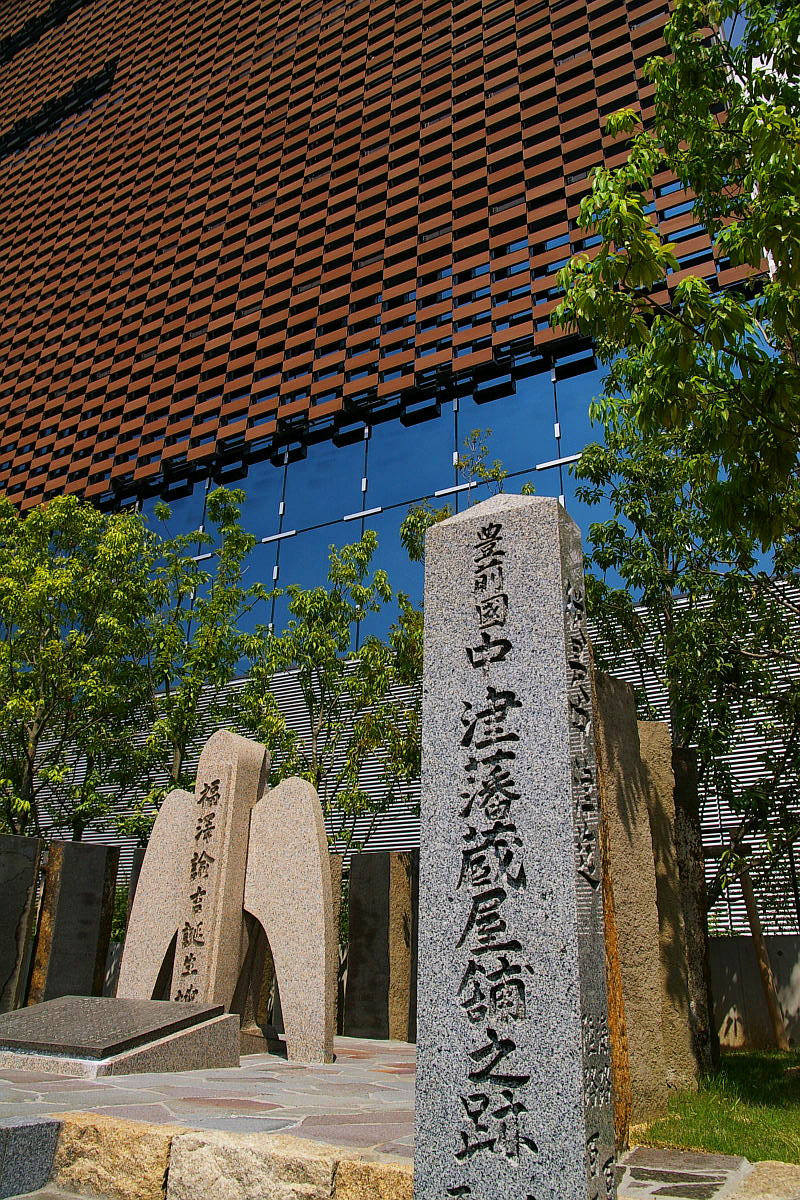
Monumento de Nakatsu-Han y Fukuzawa Yukichi en su lugar de nacimiento, en Hotarumachi, Fukushimaku (Osaka).

Perteneciente a una familia samurái de rango modesto. Su madre enviudó cuando él era un bebé y tuvieron que vivir en la pobreza. A los catorce años, ingresó en la Escuela de aprendizaje neerlandés (Rangaku), y en 1853, poco después de la llegada del Comodoro Matthew Perry a Japón, su hermano (el patriarca de la familia) le pidió que viajase a Nagasaki, donde se hallaba la colonia neerlandesa en Dejima. Se le indicó que aprendiera neerlandés con el objeto de estudiar el diseño de los cañones europeos y las técnicas de artillería.
Aunque Fukuzawa de hecho viajó a Nagasaki, su estadía fue corta, pues descubrió que los eruditos neerlandeses ahí establecidos trabajaban con información anticuada. Planeó viajar a Edo para continuar con sus estudios allí, pero ni bien regresó a Osaka su hermano le persuadió a quedarse e ingresar en la escuela Tekijuku, manejada por el médico y erudito rangaku Ogata Koan. Estudió en la Escuela Tekijuku por tres años, y llegó a dominar el neerlandés. En 1858, fue designado profesor de neerlandés oficial del dominio de su familia, (Nakatsu, Ōita) y fue enviado a Edo para enseñar a los vasallos de la familia ahí residentes.

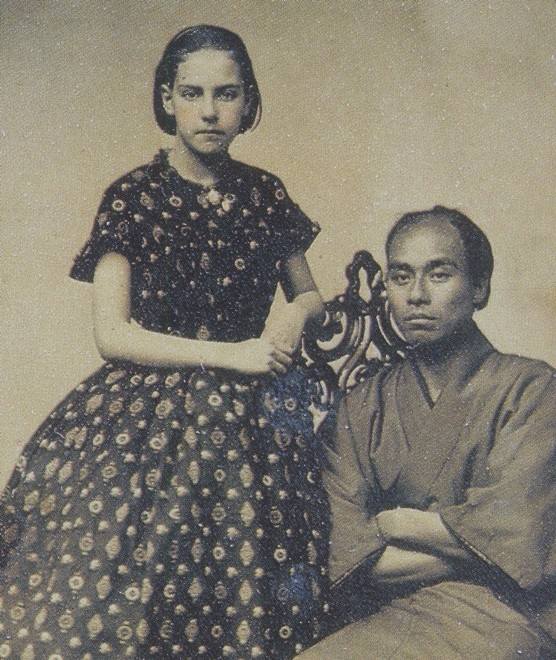
Fukuzawa Yukichi con una joven de un estudio fotográfico de San Francisco, 1860.

El año siguiente, Japón abrió tres de sus puertos para ser utilizados por barcos europeos y estadounidenses, y Fukuzawa, intrigado por la Cultura Occidental, viajó a Kanagawa sólo para verlos. Cuando llegó, se dio cuenta de que casi todos los mercaderes europeos ahí presentes hablaban inglés y no neerlandés. Empezó a estudiar el inglés, una iniciativa bastante meritoria, pues en ese entonces los intérpretes de inglés eran escasos y los diccionarios no existían. En consecuencia, su progreso fue bastante lento.

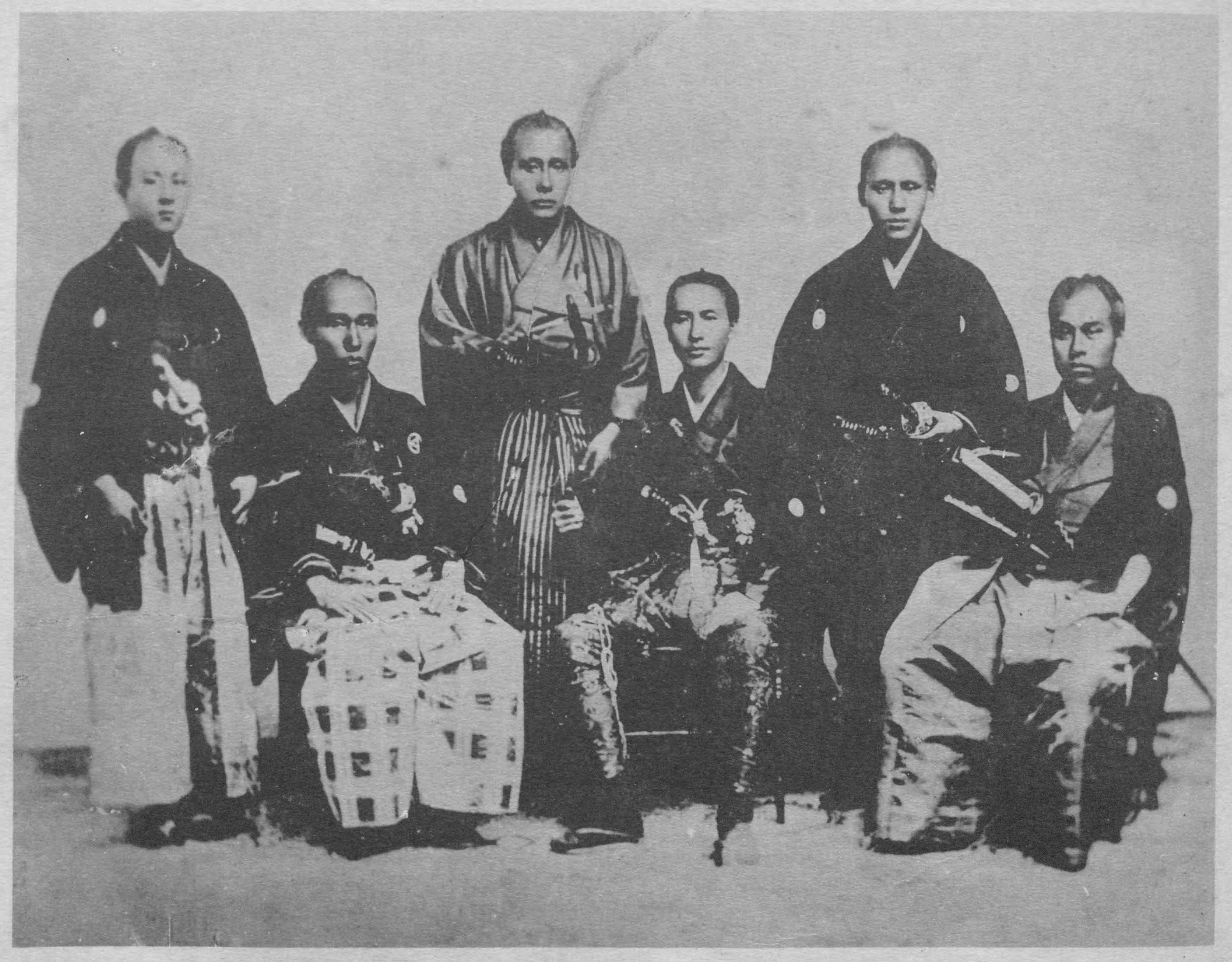
Los marineros de la Kanrin Maru, los miembros de la Embajada de Japón a los Estados Unidos (1860). Fukuzawa Yukichi se sienta a la derecha.

El Shogunato Tokugawa decidió enviar emisarios estatales del shōgun a los Estados Unidos, y Fukuzawa se ofreció como voluntario al Almirante Kimura Yoshitake. Llegaron a San Francisco, California en 1860, a bordo del Kanrin Maru. La delegación se quedó en la ciudad por un mes, tiempo durante el cual Fukuzawa encontró un ejemplar del Diccionario Webster, con el cual empezó a estudiar seriamente el inglés. Al volver a Japón, en 1860, se convirtió en el traductor oficial del shogunato, y poco tiempo después publicó su primer libro, un diccionario inglés-japonés al que llamó "Kaei Tsūgo", con el que empezó una serie de publicaciones. 
En 1862, visitó Europa, como uno de los dos traductores que acompañaron a la delegación de 40 hombres enviada por el shōgun Tokugawa, y en 1867 visitó de nuevo los Estados Unidos. Se dedicó a recopilar información durante aquellos viajes, que más tarde usó para redactar su famosa obra Seiyo Jijo (Condiciones en Occidente), publicada en diez volúmenes entre 1867 y 1870. Los libros describían la cultura e instituciones por medio de términos sencillos y fáciles de entender, por lo que se vendieron muchos ejemplares. En poco tiempo, Fukuzawa fue considerado un preeminente experto sobre todas las cosas occidentales, y en vista de eso Fukuzawa decidió que su misión en la vida era enseñar a sus compatriotas nuevas formas de pensar, que a su vez, fortalecerían al Japón y le permitirían resistir la amenaza del imperialismo europeo.

## Obras
Entre 1872 y 1876, publicó en 17 volúmenes su obra Gakumon no Susume. En esos textos, Fukuzawa resalta tanto la importancia de comprender el principio de igualdad como la importancia del estudio. Fue un ávido defensor de ese último aspecto, y consecuentemente fundó la Universidad de Keiō. También en Gakumon no Susume expresó su principio más duradero: la "independencia nacional a través de la independencia personal". Según Fukuzawa, por medio de la independencia personal se creaba una moral social autodeterminada, que inspiraría un sentido de fortaleza personal en el pueblo japonés, dando lugar a la construcción de una nación capaz de rivalizar con otras. Además, siempre predicó la revolución espiritual en lugar de una vana imitación de Occidente.
Fukuzawa también publicó muchos ensayos influyentes y trabajos críticos, entre ellos Bunmeiron no Gairyaku, un compendio publicado en 1875, en el cual detalla su propia teoría de la civilización. En él afirmaba que la civilización es relativa al tiempo y las circunstancias, por medio de comparaciones. Así, por ejemplo, China era relativamente civilizada en comparación con algunas colonias africanas, mientras que las naciones europeas eran las más avanzadas, pero en ese entonces.
Fue criticado tiempo después por apoyar el imperialismo japonés, fundamentalmente por su actitud favorable hacia la Primera Guerra Sino-japonesa y por su ensayo Datsu-A Ron, publicado en 1885. El hecho de que Fukuzawa adoptara esas posturas se debe a sus opiniones sobre la modernización. Como muchos de sus amigos del gobierno, él creía que la modernización en el Asia sólo podía conseguirse a través de la fuerza. Consideraba tanto a China como a Corea países anticuados, con principios arcaicos e inmutables que jamás podrían cambiar por sus propios medios, y que inevitablemente no podrían soportar el poder de las naciones occidentales. Por eso, Fukuzawa, que no quería que Japón tuviera una suerte similar, los veía como países decadentes.

## Legado

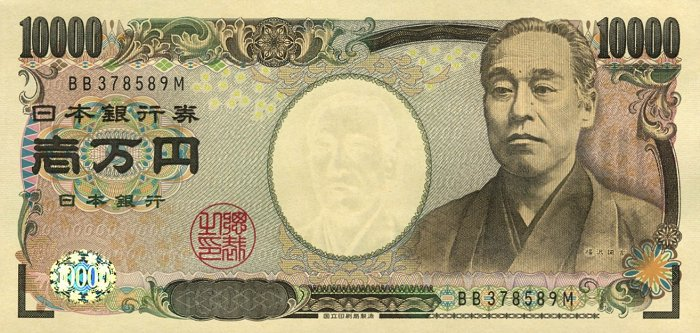
Billete de 10 000 yenes

Las ideas de Fukuzawa sobre la fortaleza individual y su conocimiento de la teoría política occidental, plasmadas en sus libros, fueron determinantes al motivar al pueblo japonés a adoptar la modernización. Nunca aceptó una posición gubernamental, y se mantuvo como un ciudadano común durante toda su vida, y cuando murió, fue reverenciado como uno de los fundadores del Japón moderno. También es considerado como uno de los líderes del movimiento de Ilustración Meiji.
Además, la imagen de Fukuzawa Yukichi aparece en el billete de 10 000 yen. Su antigua residencia ubicada en Nakatsu, en la Prefectura de Oita, fue designada como patrimonio nacional, y es en la actualidad una atracción turística.

## Cita
- “Se dice que el cielo no ha creado a ningún hombre superior o inferior a otro hombre”. (El estímulo del aprendizaje, (Japonés) Gakumon no susume(cita incompleta)) Historia detallada
- ¿Qué entendía por “civilización”? “En sentido amplio, civilización no sólo significaba poder gozar de las mejoras del progreso en las necesidades cotidianas, sino también el desarrollo del conocimiento y el cultivo de la virtud para elevar la vida humana a un plano superior... (En otras palabras) el término designa a la vez la adquisición del bienestar material como la elevación del espíritu humano, (pero) puesto que lo que produce el bienestar y el refinamiento del ser humano es el saber y la virtud, la civilización significa en definitiva el progreso de la humanidad en el saber y la virtud”. (Esbozo de una teoría de la civilización, (Japonés) Bunmeiron no gairyaku) Historia detallada